# Liu Wang
Liu Wang (chinesisch 劉旺 / 刘旺, Pinyin Liú Wàng; * 25. März 1969 im Kreis Pingyao, Provinz Shanxi) ist ein chinesischer Kampfpilot, Raumfahrer und Ergonom.

## Jugend und Dienst in der Luftwaffe
Liu Wang wurde am 25. März 1969 im Kreis Pingyao der bezirksfreien Stadt Jinzhong, Provinz Shanxi, als ältestes von drei Kindern einer Bauernfamilie geboren; er hat noch zwei jüngere Schwestern. Seine Eltern besaßen zwar selbst nur eine ländliche Schulbildung, legten aber sehr viel Wert darauf, dass ihre Kinder gewissenhaft lernten. Schon in der Grundschule war Liu Wang immer unter den Besten seiner Klasse, und er war im Juli 1982 das erste Kind aus seinem Dorf, das die Aufnahmeprüfung für die Unterstufe des Gymnasiums in Pingyao bestand, seit 1980 ein Schwerpunktgymnasium der Provinz Shanxi. Drei Jahre später bestand er mit exzellentem Ergebnis die Aufnahmeprüfung für die Oberstufe. Auf Anregung seines damaligen Klassenlehrers begann er das Parteistatut und die Geschichte der Kommunistischen Partei Chinas zu studieren. 1987, im dritten Jahr der Oberstufe, wurde er mit 18 Jahren als Kandidat in die KPCh aufgenommen, im Juni 1988 wurde er Vollmitglied.
Eigentlich hatte ihn die Schulleitung auf die Vorschlagsliste für die Chinesische Jugenduniversität für Politikwissenschaft (中国青年政治学院) gesetzt, eine dem Kommunistischen Jugendverband Chinas unterstehende Kaderschule in Peking. Im November 1987 bewarb sich Liu Wang jedoch für eine Pilotenausbildung bei den Luftstreitkräften der Volksrepublik China. Er bestand die Musterung, und da er beim Abitur 1988 mit 519,5 Punkten um mehr als 30 Punkte über dem Numerus clausus lag, wurde er am 1. August 1988 problemlos an der 1. Pilotenschule der chinesischen Luftwaffe in Changchun aufgenommen. Neben seiner fliegerischen Ausbildung fungierte Liu Wang als Sekretär der Jugendverbandszelle an der Pilotenschule. Die zweijährige Grundausbildung schloss er 1990 als Jahrgangsbester ab, wofür ihm die Verdienstauszeichnung 3. Grades der Volksbefreiungsarmee (中国人民解放军三等功奖章) verliehen wurde.
Anschließend wechselte er an die 4. Pilotenakademie der Luftwaffe in Shijiazhuang (空军第四飞行学院), wo er Theorie und Praxis der Luftfahrt studierte. Auch hier graduierte er 1992 als Jahrgangsbester.
Liu Wang wurde zu einer Abfangjäger-Einheit in Zhengzhou versetzt, wo er auch seine spätere Frau, die Telefonistin Wang Wei (王玮) kennenlernte. Am 1. Januar 1996 heirateten die beiden, 1998 wurde ihre Tochter geboren.
Liu Wang absolvierte 900 unfallfreie Flugstunden, wofür ihm das Tätigkeitsabzeichen Militärluftfahrzeugführer der Stufe II verliehen wurde.

## Dienst im Raumfahrerkorps
Im Oktober 1995 begannen Experten der damaligen Kommission für Wissenschaft, Technik und Industrie für Landesverteidigung und der Luftwaffe, zunächst über die Personalakten, mit der Auswahl von Raumfahrerkandidaten für das am 21. September 1992 gestartete bemannte Raumfahrtprogramm der Volksrepublik China. Am 28. Dezember 1997 erfuhr Liu Wang, dass er in die erste Auswahlgruppe der chinesischen Raumfahrer aufgenommen worden war und sich am folgenden Tag in Peking einzufinden hätte. Am 5. Januar 1998 wurde er dann zusammen mit 13 anderen Raumfahrerkandidaten in das Raumfahrerkorps der Volksbefreiungsarmee aufgenommen und in einer feierlichen Zeremonie auf die chinesische Fahne vereidigt. Mit noch nicht 29 Jahren war Liu Wang mit Abstand der Jüngste der Gruppe.
Nicht zuletzt aufgrund seines geringen Alters kam Liu Wang in den folgenden 14 Jahren nie in die Endauswahl für eine Raumschiffbesatzung. Er ließ sich dadurch jedoch nicht beirren und begann immer gleich mit dem Training für die nächste Mission. Als nach dem erfolgreichen Außenbordeinsatz Zhai Zhigangs bei der Mission Shenzhou 7 im Jahr 2008 als nächster Schritt ein Koppelmanöver im Weltall geplant war, konzentrierte er sich voll auf diese Aufgabe.
Hierbei müssen zwei Raumflugkörper, die sich mit einer Geschwindigkeit von 28.000 km/h bewegen, miteinander verbunden werden, was trotz technischer Unterstützung sehr anspruchsvoll ist. Bei der unbemannten Mission Shenzhou 8 wurde am 3. November 2011 zunächst ein automatisches Koppelmanöver mit dem Raumlabor Tiangong 1 erprobt. Unterdessen übte Liu Wang am Simulator mehr als 1500 Mal ein manuelles Koppelmanöver, bis er vor dem Start von Shenzhou 9 am 16. Juni 2012 auf die Frage eines Journalisten sagen konnte, dass er 100 % zuversichtlich wäre, dieses Manöver erfolgreich durchführen zu können.
Zwei Tage nach dem Start koppelte das Raumschiff am 18. Juni 2012 zunächst automatisch an Tiangong 1 an. Liu Wang und seine Kollegen Jing Haipeng, für den dies bereits der zweite Raumflug war, sowie Liu Yang (nicht mit Liu Wang verwandt), die erste Chinesin im Weltall, wechselten in das Raumlabor und nahmen es in Betrieb. Am 24. Juni 2012 begab sich die gesamte Besatzung wieder in das Raumschiff, koppelte vom Raumlabor ab und entfernte sich 400 m. Danach näherte sich Shenzhou 9 zunächst wieder automatisch dem Raumlabor. In einer Entfernung von 120 m übernahm Liu Wang vom Pilotensitz in der Mitte der Rückkehrkapsel aus die Handsteuerung.
Er visierte die Kreuzmarkierung am Raumlabor an und näherte sich in mehreren Schritten, wobei er bei 100 m, 50 m, 30 m und 10 m das Raumschiff jeweils stoppte und seine Fluglage korrigierte. Nach knapp acht Minuten war Shenzhou 9 wieder angedockt. Als die Führungsschaufeln des Koppelungsadapters übernahmen, betrug Liu Wangs laterale Abweichung 1,2 cm, die Abweichung von der Längsachse 0,6°. „Ring Zehn“, wie es das Raumfahrtkontrollzentrum Peking ausdrückte. Zum Vergleich: als das unbemannte Versorgungsraumschiff Tianzhou 2 am 29. Mai 2021 an der Chinesischen Raumstation autonom andockte, hatte es eine laterale Abweichung von 2,4 cm und eine Winkelabweichung von 0,9°.
Nachdem Staatspräsident Hu Jintao der gesamten Mannschaft am 26. Juni 2012 vom Raumfahrtkontrollzentrum Peking aus in einer Videokonferenz gratuliert hatte, landeten sie am 29. Juni 2012 wieder in China. Im September 2012 reiste Liu Wang mit einer Delegation nach Berlin, um auf der Internationalen Luft- und Raumfahrtausstellung Experten und Raumfahrern der ESA ein Video des Koppelmanövers vorzuführen und seine Erfahrungen zu teilen.
Nach seinem Raumflug begann er auf Vorschlag der Experten im bemannten Raumfahrtprogramm, an der Universität für Luft- und Raumfahrt Peking am Institut für Ergonomie und Umweltwissenschaften (人机与环境工程系) der Fakultät für Luftfahrtwissenschaft und -technik als Doktorand zu studieren. Man erachtete es für notwendig, einen flugerfahrenen Raumfahrer mit dieser Qualifikation in die Planung zukünftiger Missionen einbinden zu können. Im April 2018 promovierte Liu Wang mit einer Arbeit zu Klimaanlagen.
Im Juli 2018 wurde er zum Generalmajor ernannt,
und seit dem 27. November 2019 ist er Mitglied der Expertengruppe Ergonomie (工效学专家组) am Chinesischen Raumfahrer-Ausbildungszentrum.